# Shizz Alston
Levan Shawn Alston Jr., detto Shizz (Filadelfia, 21 settembre 1996), è un cestista statunitense.